# Витакер (Пенсилванија)
Витакер (енгл. Whitaker) град је у америчкој савезној држави Пенсилванија.

## Демографија
По попису из 2010. године број становника је 1.271, што је 67 (-5,0%) становника мање него 2000. године.
| Група             | 2000.         | 2010.         |
| Белци             | 1.248 (93,3%) | 1.083 (85,2%) |
| Афроамериканци    | 67 (5,0%)     | 152 (12,0%)   |
| Азијати           | 0 (0,0%)      | 0 (0,0%)      |
| Хиспаноамериканци | 7 (0,5%)      | 18 (1,4%)     |
| Укупно            | 1.338         | 1.271         |